# Hypolytrum testui
Hypolytrum testui är en halvgräsart som beskrevs av Henri Chermezon. Hypolytrum testui ingår i släktet Hypolytrum och familjen halvgräs. Inga underarter finns listade i Catalogue of Life.